# Nha học chánh Seattle
Nha học chính Seatle ((tiếng Anh): Seattle Public Schools) là một học khu phục vụ Seattle, tiểu bang Washington, Hoa Kỳ. Trụ sở đóng ở John Stanford Center for Educational Excellence.

## Danh sách trường
Đến thời điểm năm 2007, học khu có 58 trường tiểu học, 8 trường mẫu giáo, 10 trường trung học cơ sở, 12 trường trung học phổ thô và 9 trường thay thế và các chương trình đặc biệt.

## Hội đồng trường học
Hội đồng quản trị Nha học chính Seattle là một cơ quan đại diện được bầu cử bảy vùng địa lý, được gọi là các khu Lưu trữ ngày 9 tháng 8 năm 2010 tại Wayback Machine bên trong thành phố Seattle. Nhiệm kỳ là 4 năm. Các cuộc họp của hội đồng quản trị thường được tổ chức hai lần hàng tháng. Trong năm học 2008-2009, các cuộc họp của hội đồng quản trị được tổ chức theo định kỳ vào thứ tư lần thứ hai và thứ tư của tháng; tất cả những cuộc họp khác là vào thứ Tư và thứ ba của mỗi tháng, 6:00 pm, với một số trường hợp ngoại lệ. Một lịch trình đầy đủ của tất cả các cuộc họp cho các cuộc họp hội đồng quản trị cho năm học 2008-09 có thể được tìm thấy ở đây Lưu trữ ngày 9 tháng 8 năm 2010 tại Wayback Machine.